# Max Kurt Slebioda
Max Kurt Slebioda († 1935) war ein deutscher Fußballspieler.

## Karriere
Slebioda gehörte Holstein Kiel als Mittelfeldspieler an, für den er von 1923 bis 1928 in den vom Norddeutschen Fußball-Verband organisierten Meisterschaften in der Bezirksliga Schleswig-Holstein Punktspiele bestritt. Aufgrund der regionalen Erfolge – zweimal Norddeutscher Meister und einmal Zweitplatzierter in der Norddeutschen Meisterschaft – nahm er mit der Mannschaft auch an den jeweiligen Endrunden um die Deutsche Meisterschaft teil. Sein erstes von sechs Endrundenspielen bestritt er am 16. Mai 1926 in Kiel beim 8:2-Sieg im Achtelfinale gegen den Stettiner SC. Nach dem Ausscheiden im Halbfinale gegen den späteren Deutschen Meister SpVgg Fürth, scheiterte er mit seiner Mannschaft in den darauffolgenden beiden Jahren jeweils im Viertelfinale an Hertha BSC. Bei der 2:4-Niederlage im Viertelfinale der Deutschen Meisterschaft 1928 gegen Hertha BSC zog er sich einen schweren Rippenbruch zu, infolgedessen konnte er nie wieder spielen und verstarb 1935 an den Spätfolgen seiner Verletzung.

## Erfolge
- Norddeutscher Meister 1926, 1927
- Schleswig-Holsteinischer Meister 1924, 1925, 1926, 1927, 1928

## Sonstiges
Sein Sohn Max Karl Slebioda (* 1922) spielte – ebenfalls für Holstein Kiel – von 1941 bis 1953 Fußball.